# Charles Hefferon
Charles Archie Hefferon (Newbury, 25 gennaio 1878 – Orangeville, 15 marzo 1931) è stato un maratoneta e mezzofondista sudafricano.
Prese parte ai Giochi olimpici di Londra 1908 piazzandosi al quarto posto nelle 5 miglia e conquistando la medaglia d'argento nella maratona.

## Palmarès
| Anno | Manifestazione  | Sede   | Evento   | Risultato | Prestazione | Note                          |
| ---- | --------------- | ------ | -------- | --------- | ----------- | ----------------------------- |
| 1908 | Giochi olimpici | Londra | 5 miglia | 4º        | 25'44"0     |                               |
| 1908 | Giochi olimpici | Londra | Maratona | Argento   | 2h56'06"    | Miglior prestazione personale |